# آلاله سهندی
آلاله سهندی (نام علمی: Ranunculus sahendicus) نام یک گونه از سرده آلاله است. سردهٔ آلاله در ایران ۵۵ گونهٔ علفی یک ساله و چند ساله دارد. آلاله سهندی یکی از ۵۵ گونهٔ موجود در ایران است.